# Lauren Dierickx
Lauren Dierickx (Gent, 17 juli 1981) is een Belgisch architect.

## Opleiding
In 1999 begon Dierickx te studeren aan de UGent voor burgerlijk ingenieur-architect. In 2004 behaalde ze haar diploma met grote onderscheiding. Hierna heeft ze na een jaar studeren aan de Universiteit van Leuven haar master diploma in Stedenbouw & Ruimtelijke Ordening behaald.

## Professionele carrière
Vanaf 2006 tot 2012 heeft Dierickx als projectarchitect gewerkt bij Jan De Vylder en Trice Hofkens architecten, Jan De Vylder Architecten en architecten de vylder vinck taillieu te Gent. Van 2012 tot 2014 als projectarchitect voor Collectief Noord in Antwerpen. In de periode van 2014-2017 als projectarchitect voor Dierendonck Blancke architecten in Gent. In de periode van 2008-2014 was Dierickx lid van de gastjury’s architectuurontwerp en expressie aan de UGent en Sint-Lucas zowel in de bachelor als in de masters. In 2015-2017 was ze een gastjury bij het eindontwerp in de masters Urban Design en het eindontwerp van de bachelors. Vanaf 2015 tot heden is Dierickx praktijkassistent voor ontwerpondersteunende vakken aan de UGent. In 2017 richtte ze samen met Sander Rutgers het architectenbureau LDSRa (Lauren Dierickx & Sander Rutgers architecten) op waar ze tot op heden nog steeds werkt.

## Oeuvre (selectie)
In de periode dat Dierickx werkte bij de vylder vinck taillieu architecten co-realiseerde ze als projectarchitect enkele projecten zoals het IGLO woongebouw en de woonst Scheepslos. Toen Dierickx als projectarchitect werkte bij Collectief Noord, realiseerde dit bureau onder andere een sociaal woningencomplex in Antwerpen en Woning Veldstraat. In LDSRa ligt de ambitie bij het leven in en rond gebouwen kwalitatief te veranderen door middel van bouwen en verbouwen. Enkele afgeleverde werken zijn Tinto, de verbouwing van een hoeve tot wijnopslag en Polder, de verbouwing een woning in Stekene. Ook bevinden veel projecten in ontwerpfase. ‘Materniteit’; de verbouwing van een woongebouw in samenwerking met architecten vilder vinck taillieu, ‘Heykavel’ een woonwagenpark en ‘Beerzelberg’: de verbouwing van een alleenstaande villa zijn hier de prominentste voorbeelden van.

## Erkenning en onderscheiding
Lauren Dierickx en haar collega Sander Rutgers werden in 2018 geselecteerd voor de wedstrijd omtrent een uitkijktoren in de ‘tuinen van stene’ door de stad Oostende. In A+ 284 special edition - Belgium: The Next Generation dat in juni 2020 werd gepubliceerd werd hun bureau geselecteerd als een van de 22 architectenbureaus met de meeste potentie binnen de Belgische architectuur.